# Skylon (ruimteveer)

Het Skylon-ruimteveer is ontworpen als een tweemotorig slank vliegtuig

Skylon is een onbemand ruimteveer ontworpen door het Britse bedrijf Reaction Engines Limited (REL), met financiering van onder meer de Europese Ruimtevaartorganisatie (ESA).

## Concept
Het maakt gebruik van een luchtademende raketmotor om op eigen kracht in een baan rond de Aarde te komen, zonder hulp van draagraketten. Een vloot van Skylons is voorzien. Het ontwerp streeft naar een hergebruik tot 200 keer. In studies zijn de kosten per kilogram laadvermogen waarschijnlijk verlaagd van de huidige 15.000 pond sterling / kg tot £ 650/kg (vanaf 2011  inclusief de kosten van onderzoek en ontwikkeling, waarbij de kosten naar verwachting nog veel meer zakken in de tijd nadat de eerste uitgaven zijn afgeschreven. De kosten van het programma zijn door de ontwikkelaar geschat op ongeveer $ 12 miljard. 
Het ontwerp van het voertuig is voor een met waterstof aangedreven vliegtuig dat zou opstijgen van een conventionele start- en landingsbaan, en versneld tot Mach 5,4 op 26 km hoogte met behulp van atmosferische lucht voor het schakelen van de motoren met gebruik van vloeibare zuurstof (LOX) om naar een baan om de aarde te komen. Het middendeel zou kunnen worden uitgevoerd in een gestandaardiseerde laadcontainer of passagierscompartiment. 
Tijdens de retourvlucht van het relatief lichte vliegtuig vliegt het terug door de atmosfeer en dan een bij een landing op de start- en landingsbaan, wordt zijn huid beschermd door een keramische composiet. Het zou dan een inspectie ondergaan en eventueel noodzakelijke onderhoud en, indien het ontwerpdoel is bereikt, in staat zijn om weer binnen twee dagen opnieuw te vliegen. 

## Afmetingen en snelheid

Skylon boven-, achter- en zijaanzicht

De Skylon is slanker, langer en lichter dan de Amerikaanse Spaceshuttles. De lengte is 82 meter, de diameter 6,3 meter, de spanwijdte 25,4 meter, de snelheid in de atmosfeer is mach 5,5 (6100 km per uur) en de topsnelheid in de ruimte zal 25.000 km per uur bedragen. Er zijn twee hybride Sabre-motoren. Er is ruimte voor 12 ton vracht of 12 astronauten, of na ombouw voor 40 ruimtetoeristen. Het frame is gemaakt van koolstofspanten, de tanks van aluminium en er is een bekleding van hittebestendig keramisch materiaal.  

## Ontwikkeling
Anno 2019 ligt de focus van Reaction Engines ltd bij het ontwikkelen van de technologie voor de SABRE motoren. De noodzakelijke pre-cooler technologie werd succesvol getest in een omgeving vergelijkbaar met vliegen aan Mach 5.
In november 2024 viel de ontwikkeling stil toen Reaction Engines ltd het faillissement aanvroeg na een mislukte herkapitalisatie. Alle werknemers werden ontslagen.